# Романова, Валерия Сергеевна
Валерия Сергеевна Романова (до 2022 — Горбунова; род. 21 марта 2003, Златоуст, Челябинская область) — российская волейболистка, диагональная нападающая.

## Биография
Валерия Горбунова начала заниматься волейболом в 2011 году в Челябинске. В 2017 приглашена в Казань, где выступала за фарм-команды ВК «Динамо-Казань», а в 2018—2019 провела три матча и за основную команду в суперлиге чемпионата России, установив 16 февраля 2018 года возрастной рекорд ведущего дивизиона страны своим дебютом в нём в возрасте 14 лет, 10 месяцев и 23 дня.
С февраля 2020 — игрок ВК «Липецк». 
В 2018-2019 Валерия Горбунова выступала за юниорскую сборную России, став в 2018 году в 15-летнем возрасте её составе чемпионкой Европы и лучшим игроком (MVP) турнира
В 2021 году дебютировала в составе национальной сборной России в розыгрыше Лиги наций. Приняла участие в двух матчах сборной на турнире.

### Клубная карьера
- 2017—2019 —  «Динамо-Академия-УОР» (Казань) — молодёжная лига;
- 2017—2019 —  «Динамо-Казань» (Казань) — суперлига;
- 2018—2019 —  «Динамо-Казань-УОР» (Казань) — высшая лига «А»;
- 2020—2022 —  «Липецк» (Липецк) — суперлига;
- с 2022 —  «Ленинградка» (Санкт-Петербург) — суперлига.

## Достижения

### Клубные
- бронзовый призёр чемпионата России 2024.
- победитель розыгрыша Кубка России 2017;
  - двукратный серебряный призёр розыгрышей Кубка России — 2023, 2024.
- победитель (2023) и двукратный серебряный призёр (2018, 2019) молодёжной лиги чемпионата России.
- победитель чемпионата России 2020 среди команд высшей лиги «А».

### Со сборными России
- бронзовый призёр молодёжного чемпионата мира 2021.
- чемпионка Европы среди девушек 2018.
- чемпионка Европейского юношеского олимпийского фестиваля 2019.
- участница чемпионата мира среди девушек 2019.

### Индивидуальные
- MVP чемпионата Европы среди девушек 2018.
- лучшая диагональная нападающая молодёжной лиги чемпионата России 2018.